# Yum Kaax
Yum Kaax (stăpânul pădurii) este un nume yucatec pentru zeul vegetației sălbatice și păzitorul animalelor sale.
În trecut, acest personaj a fost descris în mod greșit ca o zeitate agricolă sau chiar ca Zeul mayaș al Porumbului (zeul E din codici), ceea ce a condus la o înțelegere populară greșită și încă persistentă. În realitatea etnografică, Yum Kaax este un zeu al plantelor și animalelor sălbatice care sunt importante pentru vânători. Ca atare, el protejează câmpurile împotriva incursiunilor naturii sălbatice pe care el-însuși o reprezintă. Din același motiv, numele lui este invocat de către fermierii tradiționali, care îi aduc ca ofrande cele dintâi roade de pe câmpurile lor.
Acest tip de divinitate este întâlnit, de asemenea, printre popoarele indigene ale Americii de Nord. Invocat de către vânători, el este protectorul acestei îndeletniciri. El le poate apărea vânătorilor într-o clipă, are cântece care vor îndreptăți succesul la vânător și permite săgeților sale să se întoarcă la el.